# Hemicyclium lateritius
Hemicyclium lateritius är en skalbaggsart som beskrevs av Roth 1851. Hemicyclium lateritius ingår i släktet Hemicyclium och familjen Aphodiidae. Inga underarter finns listade i Catalogue of Life.